# Cleveland (Dakota du Nord)
Pour les articles homonymes, voir Cleveland (homonymie).
La ville de Cleveland est située dans le comté de Stutsman, dans l’État du Dakota du Nord, aux États-Unis. Sa population s’élevait à 83 habitants lors du recensement de 2010, estimée à 83 habitants en 2017.

## Démographie
| 1920 | 1930 | 1940 | 1950 | 1960 | 1970 |
| ---- | ---- | ---- | ---- | ---- | ---- |
| 341  | 273  | 246  | 181  | 169  | 128  |

| 1980 | 1990 | 2000 | 2010 | - | - |
| ---- | ---- | ---- | ---- | - | - |
| 130  | 121  | 112  | 83   | - | - |

## Source
- (en) Cet article est partiellement ou en totalité issu de l’article de Wikipédia en anglais intitulé « Cleveland, North Dakota » (voir la liste des auteurs).